# فرضية الدوبامين للتلعثم
الفرضية الدوبامينية في التأتأة ترجع هذه الظاهرة إلى زيادة نشاط واضطراب فى نقل الإشارات الدوبامينية في الدماغ. وتستند النظرية إلى الملاحظات في التصوير العصبي الطبي ومن الاستجابة التجربية لبعض الأدوية المضادة للذهان وتأثيراتها العكسية على مستقبلات الدوبامين. ومع ذلك، من المهم الإشارة إلى أن الفرضية لا تعتبر النشاط الدوبامينى المفرط سببًا مباشرًا للتأتأة؛ بل إن هذا الأضطراب المشبكى هو عرض لاضطراب أكبر يؤثر على مسارات وهياكل دماغية أخرى.

## مقدمة
في أعقاب التحليل المقارن لتصوير الدماغ للأشخاص الذين يتلعثمون والأشخاص الذين لا يتلعثمون، يبدو أن الأشخاص الذين يتلعثمون يظهرون نشاطًا مفرطًا في نظام الدوبامين في المناطق العقدية في الدماغ. وقد وُصف هذا خلال دراسة باستخدام التصوير المقطعى بالاصدار البوزيترونى باستخدام الفلورو-دوبا كعلامة على النشاط الدوباميني قبل المشبكي، ودراسة التصوير بالرنين المغناطيسى لأنماط تنشيط الدماغ. نظرا لأن الدوبامين يعمل كمثبط لعملية التمثيل الغذائى في العقد القاعدية، يمكن تفسير انخفاض الأيض للمخطط من خلال زيادة مستويات الدوبامين قبل المشبكي التى تم تسجيلها لدى الأشخاص الذين يعانون من التأتاة مقارنةً بمجموعات الضوابط.. كان هناك نشاط أعلى بشكل ملحوظ في إعادة امتصاص الدوبامين في القشرة والمناطق تحت القشرية المرتبطة بالكلام لدى الأشخاص الذين يتلعثمون، مما يدعم بشكل أكبر الفرضية القائلة بأن المسارات الدوبامينية في الأنظمة القشرية المتوسطة والحوفية قد تكون أعلى من المعدل الطبيعى لدى الأشخاص الذين يتلعثمون.

## الاجتهادات المؤيدة لفرضية الدوبامين

### هالوبيريدول
العقار النفسي التقليدي هالوبيريدول كان الأكثر استخدامًا في التجارب العلاجية للتأتأة. وفي التجارب السريرية التى أجريت باستخدام العقار الوهمى المزدوج مع مقاييس موضوعية للكلام، أظهرت المجموعة التي تلقت هالوبيريدول تحسنًا ملحوظًا بعد تجربة استمرت ثمانية أسابيع. ومع ذلك، فإن آلية عمل هذا الدواء النفسي من الجيل الأول من مضادات الذهان كانت تحمل آثارًا جانبية هامة أثرت على قدرة تحمل المرضى، وكان الحفاظ على التحسن في الكلام يتطلب أن يستمر المرضى في تناول الدواء. علاوة على ذلك، تم إجراء التجربة قبل أن يتم تقدير المدى الكامل للمخاطر المترتبة على استخدام مضادات الذهان؛ حيث أن الأعراض الهرمية المحتملة وإمكانية الإصابة بالخلل الحركى المتأخر الدائم قد تجعل الدواء يُصنف الآن على أنه خطير وربما غير مناسب بشكل محتمل في علاج التأتأة. بالنظر إلى آلية عمل هالوبيريدول التي تستهدف بشكل محدد مستقبلات الدوبامين (من خلال مضاد صامت لمستقبلات الدوبامين د1 ود5 وناهض عكسي لمستقبلات الدوبامين د2 ود3 ود4) على عكس مضادات الذهان الأخرى، وكذلك فعاليتها مقارنة بالدواء الوهمي، يبدو أن المسار الدوباميني مرتبط بأعراض التلعثم نظرًا لأن الدواء يعمل على تطبيع حالة النشاط المفرط للدوبامين إلى حد ما.

### أريبيبرازول
تختلف آلية عمل أريبيبرازول عن مضادات الذهان غير التقليدية الأخرى في انتقائيته لمستقبلات الدوبامين (نشاط منبه جزئي على مستقبل الدوبامين د2 بعد المشبكي ومنبه جزئي على مستقبلات د2 ود3 ود4 قبل المشبكي) ومستقبلات السيروتونين (منبه جزئي لمستقبل هيدروكسى تريبتامين 1A-5، ومضاد لمستقبل هيدروكسى تريبتامين 2A-5). يُعتقد أن تأثير أريبيبرازول المضاد الرئيسي على مستقبل الدوبامين د2 بعد المشبكي يقلل من النشاط المفرط للدوبامين، وقد يقلل أيضًا من تخليق وإطلاق الدوبامين من خلال تأثيره المضاد لمستقبل د2 قبل المشبكي. علاوة على ذلك، يُعتقد أن النشاط المنبه للدواء على مستقبل السيروتونين هيدروكسى تريبتامين 5-1A يمتلك تأثيرًا مضادًا للقلق، مما يوفر تفسيرًا محتملاً لانخفاض القلق الاجتماعي الذي لاحظه المرضى.

### التأتأة الناتجة عن مضادات الذهان
من الجدير بالذكر أنه قد تم الإبلاغ أيضًا عن حدوث التأتأة نتيجة لاستخدام مضادات الدوبامين لدى بعض الأفراد، وقد تم وصف اضطراب الكلام كأثر جانبي نادر ولكنه حقيقي لأريبيبرازول خلال التجارب التى أجريت قيل تسويق الدواء (أبيليفاي). يؤكد هذا التأثير بشكل أكبر على الطبيعة الدوبامينية غير المنظمة التى ينتج عتها التأتأة.

### التشابه مع حالات أخرى
تشترك التشنجات الحركية ومتلازمة توريت في خصائص هامة مع التأتأة؛ حيث تظهر جميعها في مرحلة الطفولة، وتؤثر بشكل أكبر على الذكور مقارنة بالإناث، وتخضع لمسارًا متغيرًا في شدته، وتزداد حدتها تحت تأثير الضغط العاطفي. لقد كانت معالجة اضطرابات التشنجات عند الأطفال فعالة باستخدام أريبيبرازول، سواء في التشنجات الحركية أو الصوتية الفردية أو المتعددة، مما يشير إلى آليات مماثلة يشترك فيها الاضطراب مع التأتأة. نظرًا لأن هذه الحالات الأخرى تبدو أنها تستجيب لنفس الدواء ونظرا لوجود تشابهات عرضية، فإن هذه الاضطرابات الثلاثة لا تشترك في سمات مشتركة فحسب،بل ربما يكون لها سبب مشابه جدًا.